# نوبل دوس
نوبل دوس (بالإنجليزية: Noble Doss)‏ هو لاعب كرة قدم أمريكية أمريكي، ولد في 22 مايو 1920 في تمبل في الولايات المتحدة، وتوفي في 15 فبراير 2009 في أوستن في الولايات المتحدة.